# Bezborodkî, Drabiv
Bezborodkî (în ucraineană Безбородьки) este o comună în raionul Drabiv, regiunea Cerkasî, Ucraina, formată numai din satul de reședință.

## Demografie
Componența lingvistică a comunei Bezborodkî
     Ucraineană (95,71%)
     Rusă (4,05%)
     Alte limbi (0,25%)
Conform recensământului din 2001, majoritatea populației comunei Bezborodkî era vorbitoare de ucraineană (95,71%), existând în minoritate și vorbitori de rusă (4,05%).